# Văn hóa Sintashta

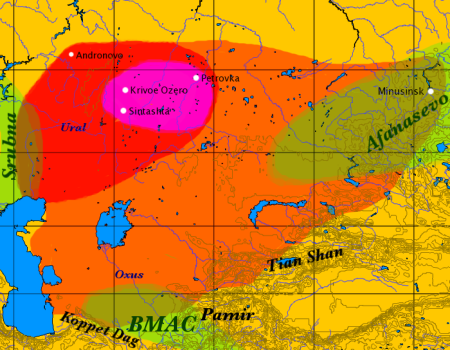
Văn hóa Sintashta-Petrovka hình thành được thể hiện bằng màu đỏ trên bản đồ này. Mức độ tối đa của nền văn hóa Andronovo là màu da cam. Vị trí của những phát hiện xe ngựa có răng cưa sớm nhất được biểu thị bằng màu đỏ tươi. Các nền văn hóa liền kề và chồng chéo (văn hóa Afanasevo, văn hóa Srubna, BMAC) được thể hiện bằng màu xanh ô liu.

Văn hóa Sintashta còn được gọi là văn hóa Sintashta-Petrovka hoặc văn hóa Sintashta-Arkaim, là một thời đại đồ đồng văn hóa khảo cổ của khu vực phía Bắc thảo nguyên Âu Á trên biên giới của Đông Âu và Trung Á, có niên đại thời kỳ 2100–1800 TCN. Văn hóa được đặt tên theo địa điểm khảo cổ Sintashta, thuộc tỉnh Chelyabinsk, Nga.
Văn hóa Sintashta được coi là nguồn gốc của các ngôn ngữ Ấn-Iran. Những chiếc xe cộ được biết đến sớm nhất đã được tìm thấy trong chôn cất Sintashta, và văn hóa được coi là một ứng cử viên mạnh mẽ cho nguồn gốc của công nghệ, trải rộng khắp thế giới cũ và đóng một vai trò quan trọng trong chiến tranh cổ đại. Các khu định cư Sintashta cũng đáng chú ý với cường độ khai thác đồng và luyện kim đồng được thực hiện ở đó, điều bất thường đối với văn hóa thảo nguyên.

## Xuất xứ và trải rộng

### Tiền thân: Văn hóa Poltavka, văn hóa Abashevo, văn hóa Corded Ware
Văn hóa Sintashta nổi lên từ sự tương tác của hai nền văn hóa tiền trị, văn hóa Poltavka và văn hóa Abashevo. Bởi vì sự khó khăn trong việc xác định phần còn lại của trang web Sintashta dưới những khu định cư sau, văn hóa đã được chỉ gần đây phân biệt với các văn hóa andronovo. Nó bây giờ được công nhận là một thực thể riêng biệt tạo thành một phần của "chân trời Andronovo".
Người tiền nhiệm trước mắt của nó trong thảo nguyên Ural-Tobol là nền văn hóa Poltavka, một nhánh của đường chân trời gia súc Yamnaya di chuyển về phía đông vào vùng giữa 2800 và 2600 TCN. Một số thị trấn Sintashta được xây dựng trên khu định cư Poltavka cũ hoặc gần các nghĩa trang Poltavka, và các họa tiết Poltavka rất phổ biến trên gốm Sintashta.
Văn hóa vật chất Sintashta cũng cho thấy ảnh hưởng của nền văn hóa Abashevo muộn, bắt nguồn từ nền văn hóa Fatyanovo-Balanovo, một tập hợp các khu định cư Corded Ware ở vùng thảo nguyên rừng phía bắc vùng Sintashta cũng chủ yếu là mục vụ. 

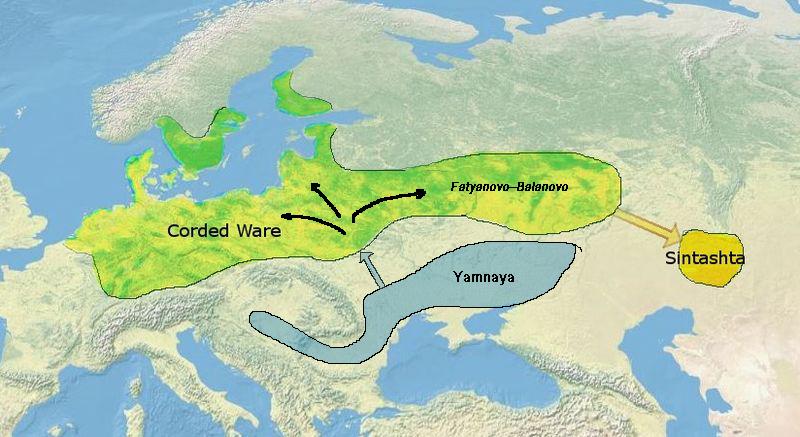
Theo Allentoft (2015), văn hóa Sintashta lẽ bắt nguồn ít nhất một phần từ Ghi chép Ware Văn hóa

Allentoft et al. (2015) tìm thấy gần NST thường mối quan hệ di truyền giữa các dân tộc của Ghi chép Ware văn hóa và văn hóa Sintashta, mà "cho thấy nguồn gen tương tự của hai", và có thể ngụ ý rằng "các Sintashta xuất phát trực tiếp từ một di cư về phía đông của Ghi chép Ware dân tộc." Cá nhân Sintashta và Corded Ware đều có tỷ lệ tổ tiên tương đối cao hơn từ những người nông dân sớm ở Trung Âu, và cả hai đều khác biệt rõ rệt ở tổ tiên như vậy từ dân số của nền văn hóa Yamnaya và hầu hết các cá nhân của nền văn hóa Poltavka trước Sintashta cùng một vùng địa lý.

### Cạnh tranh giữa các nhóm và chiến tranh
Các khu định cư Sintashta đầu tiên xuất hiện vào khoảng năm 2100 trước Công nguyên, trong một thời kỳ thay đổi khí hậu đã chứng kiến vùng thảo nguyên Kazakhstan khô cằn trở nên lạnh hơn và khô khan. Vùng đất thấp đầm lầy xung quanh sông Ural và trên sông Tobol, trước đây được ưa chuộng là nơi trú ẩn mùa đông, ngày càng trở nên quan trọng cho sự sống còn. Dưới những áp lực này, cả hai người Poltavka và Abashevo đều định cư vĩnh viễn tại các thành trì của thung lũng sông, tránh được nhiều địa điểm trên đỉnh đồi.
Văn hóa Abashevo đã được đánh dấu bằng chiến tranh liên bang đặc hữu; tăng cường bởi sự căng thẳng sinh thái và cạnh tranh cho các nguồn lực trong giai đoạn Sintashta, điều này khiến việc xây dựng các công sự trên một quy mô chưa từng và đổi mới trong kỹ thuật quân sự như việc phát minh ra cỗ xe chiến tranh. Sự cạnh tranh ngày càng tăng giữa các nhóm bộ lạc cũng có thể giải thích những hy sinh lộng lẫy được nhìn thấy trong chôn cất Sintashta, khi các đối thủ tìm cách vượt qua nhau trong hành vi tiêu dùng dễ thấy tương tự như truyền thống potlatch Bắc Mỹ. Các loại đồ tạo tác Sintashta như mũi nhọn, đầu mũi tên ba đầu, đục và trục trục lớn được lấy về phía đông. Nhiều ngôi mộ Sintashta được trang bị vũ khí, mặc dù cung tổng hợp liên kết sau với xe ngựa không xuất hiện. Các địa điểm Sintashta đã phát hiện ra sừng và xương, được hiểu là đồ nội thất (kẹp, mũi tên nằm, đầu cung, chuỗi vòng) của cung; không có dấu hiệu cho thấy các bộ phận uốn của những cung này bao gồm bất kỳ thứ gì ngoài gỗ. Đầu mũi tên cũng được tìm thấy, làm bằng đá hoặc xương chứ không phải là kim loại. Những mũi tên này ngắn, dài 50–70 cm, và cung tên có thể tương ứng ngắn.

### Bản sắc dân tộc và ngôn ngữ Proto-Ấn-Iran

Phân phối gần đúng ngày hiện tại của các chi nhánh Âu Á Âu Á::
Ấn-Iran

Người dân của nền văn hóa Sintashta được cho là đã nói Proto-Ấn-Iran, tổ tiên của gia đình ngôn ngữ Ấn-Iran. Sự xác định này chủ yếu dựa trên những điểm tương đồng giữa các phần của Rig Veda, một văn bản tôn giáo Ấn Độ bao gồm các bài thánh ca Ấn-Iran cổ đại được ghi lại trong tiếng Phạn Vedic, với các nghi lễ tang lễ của nền văn hóa Sintashta. Tuy nhiên, bằng chứng ngôn ngữ của một danh sách từ vựng chung giữa Finno-Ugricvà ngôn ngữ Ấn-Iran. Trong khi nguồn gốc của nó trong khu vực Ural có thể gán văn hóa Sintashta dành riêng cho dân tộc Ấn-Iran, giải thích văn hóa này như một sự pha trộn của hai nền văn hóa với hai ngôn ngữ riêng biệt là một giả thuyết hợp lý dựa trên bằng chứng. Từ nền văn hóa Sintashta, các ngôn ngữ Ấn-Iran đã di cư với người Ấn-Iran đến Anatolia, Ấn Độ và Iran. Từ thế kỷ thứ 9 TCN trở đi, ngôn ngữ Iran cũng di cư về phía tây với người Scythia quay trở lại thảo nguyên Pontic, nơi những người gốc Ấn-Âu đến từ.

## Sản xuất kim loại
Nền kinh tế Sintashta đã xoay quanh việc luyện kim đồng. Quặng đồng từ các mỏ gần đó (như Vorovskaya Yama) được đưa đến các khu định cư Sintashta để được chế biến thành đồng và đồng asen. Điều này xảy ra trên quy mô công nghiệp: tất cả các tòa nhà được khai quật tại các địa điểm Sintashta của Sintashta, Arkaim và Ust'e đều chứa phần còn lại của lò nấu chảy và xỉ. Phần lớn kim loại này được dành cho xuất khẩu tới các thành phố của Khu liên hợp khảo cổ Bactria – Margiana (BMAC) ở Trung Á. Thương mại kim loại giữa Sintashta và BMAC lần đầu tiên kết nối vùng thảo nguyên với các nền văn minh đô thị cổ đại của Cận Đông: các đế chế và thành phố của Iran và Mesopotamia cung cấp một thị trường gần như không đáy cho kim loại. Những tuyến đường thương mại này sau đó trở thành phương tiện mà qua đó ngựa, xe ngựa và cuối cùng là những người nói tiếng Ấn-Iran tiến vào vùng Cận Đông từ thảo nguyên.